# Tyttocharax tambopatensis
Tyttocharax tambopatensis és una espècie de peix de la família dels caràcids i de l'ordre dels caraciformes.

## Morfologia
- Els mascles poden assolir 1,6 cm de llargària total.[4]

## Hàbitat
Viu en zones de clima tropical entre 23 °C - 26 °C de temperatura.

## Distribució geogràfica
Es troba a Sud-amèrica: conques dels rius Manu i Tambopata al Perú.